# Danh sách xã thuộc tỉnh Bình Phước
Tính đến ngày 1 tháng 10 năm 2022, tỉnh Bình Phước có 111 đơn vị hành chính cấp xã, trong đó có 86 xã.
Dưới đây là danh các xã thuộc tỉnh Bình Phước hiện nay.
| Xã           | Trực thuộc          | Diện tích (km²) | Dân số (người) | Mật độ dân số (người/km²) | Thành lập |
| ------------ | ------------------- | --------------- | -------------- | ------------------------- | --------- |
| An Khương    | Huyện Hớn Quản      |                 |                |                           |           |
| An Phú       | Huyện Hớn Quản      |                 |                |                           |           |
| Bình Minh    | Huyện Bù Đăng       |                 |                |                           |           |
| Bình Sơn     | Huyện Phú Riềng     |                 |                |                           |           |
| Bình Tân     | Huyện Phú Riềng     |                 |                |                           |           |
| Bình Thắng   | Huyện Bù Gia Mập    |                 |                |                           |           |
| Bom Bo       | Huyện Bù Đăng       |                 |                |                           |           |
| Bù Gia Mập   | Huyện Bù Gia Mập    |                 |                |                           |           |
| Bù Nho       | Huyện Phú Riềng     |                 |                |                           |           |
| Đa Kia       | Huyện Bù Gia Mập    |                 |                |                           |           |
| Đak Nhau     | Huyện Bù Đăng       |                 |                |                           |           |
| Đak Ơ        | Huyện Bù Gia Mập    |                 |                |                           |           |
| Đăng Hà      | Huyện Bù Đăng       |                 |                |                           |           |
| Đoàn Kết     | Huyện Bù Đăng       |                 |                |                           |           |
| Đồng Nai     | Huyện Bù Đăng       |                 |                |                           |           |
| Đồng Nơ      | Huyện Hớn Quản      |                 |                |                           |           |
| Đồng Tâm     | Huyện Đồng Phú      |                 |                |                           |           |
| Đồng Tiến    | Huyện Đồng Phú      |                 |                |                           |           |
| Đức Hạnh     | Huyện Bù Gia Mập    |                 |                |                           |           |
| Đức Liễu     | Huyện Bù Đăng       |                 |                |                           |           |
| Đường 10     | Huyện Bù Đăng       |                 |                |                           |           |
| Hưng Phước   | Huyện Bù Đốp        |                 |                |                           |           |
| Long Bình    | Huyện Phú Riềng     |                 |                |                           |           |
| Long Giang   | Thị xã Phước Long   | 22,18           |                |                           |           |
| Long Hà      | Huyện Phú Riềng     |                 |                |                           |           |
| Long Hưng    | Huyện Phú Riềng     |                 |                |                           |           |
| Long Tân     | Huyện Phú Riềng     |                 |                |                           |           |
| Lộc An       | Huyện Lộc Ninh      |                 |                |                           |           |
| Lộc Điền     | Huyện Lộc Ninh      |                 |                |                           |           |
| Lộc Hiệp     | Huyện Lộc Ninh      |                 |                |                           |           |
| Lộc Hòa      | Huyện Lộc Ninh      |                 |                |                           |           |
| Lộc Hưng     | Huyện Lộc Ninh      |                 |                |                           |           |
| Lộc Khánh    | Huyện Lộc Ninh      |                 |                |                           |           |
| Lộc Phú      | Huyện Lộc Ninh      |                 |                |                           |           |
| Lộc Quang    | Huyện Lộc Ninh      |                 |                |                           |           |
| Lộc Tấn      | Huyện Lộc Ninh      |                 |                |                           |           |
| Lộc Thái     | Huyện Lộc Ninh      |                 |                |                           |           |
| Lộc Thành    | Huyện Lộc Ninh      |                 |                |                           |           |
| Lộc Thạnh    | Huyện Lộc Ninh      |                 |                |                           |           |
| Lộc Thiện    | Huyện Lộc Ninh      |                 |                |                           |           |
| Lộc Thịnh    | Huyện Lộc Ninh      |                 |                |                           |           |
| Lộc Thuận    | Huyện Lộc Ninh      |                 |                |                           |           |
| Minh Đức     | Huyện Hớn Quản      |                 |                |                           |           |
| Minh Hưng nè | Huyện Bù Đăng       |                 |                |                           |           |
| Minh Lập     | Thị xã Chơn Thành   |                 |                |                           |           |
| Minh Tâm     | Huyện Hớn Quản      |                 |                |                           |           |
| Minh Thắng   | Thị xã Chơn Thành   |                 |                |                           |           |
| Nghĩa Bình   | Huyện Bù Đăng       |                 |                |                           |           |
| Nghĩa Trung  | Huyện Bù Đăng       |                 |                |                           |           |
| Nha Bích     | Thị xã Chơn Thành   |                 |                |                           |           |
| Phú Nghĩa    | Huyện Bù Gia Mập    |                 |                |                           |           |
| Phú Riềng    | Huyện Phú Riềng     |                 |                |                           |           |
| Phú Sơn      | Huyện Bù Đăng       |                 |                |                           |           |
| Phú Trung    | Huyện Phú Riềng     |                 |                |                           |           |
| Phú Văn      | Huyện Bù Gia Mập    |                 |                |                           |           |
| Phước An     | Huyện Hớn Quản      |                 |                |                           |           |
| Phước Minh   | Huyện Bù Gia Mập    |                 |                |                           |           |
| Phước Sơn    | Huyện Bù Đăng       |                 |                |                           |           |
| Phước Tân    | Huyện Phú Riềng     |                 |                |                           |           |
| Phước Thiện  | Huyện Bù Đốp        |                 |                |                           |           |
| Phước Tín    | Thị xã Phước Long   | 30,57           |                |                           |           |
| Quang Minh   | Thị xã Chơn Thành   |                 |                |                           |           |
| Tân Hiệp     | Huyện Hớn Quản      |                 |                |                           |           |
| Tân Hòa      | Huyện Đồng Phú      |                 |                |                           |           |
| Tân Hưng     | Huyện Đồng Phú      |                 |                |                           |           |
| Tân Hưng     | Huyện Hớn Quản      |                 |                |                           |           |
| Tân Lập      | Huyện Đồng Phú      |                 |                |                           |           |
| Tân Lợi      | Huyện Đồng Phú      |                 |                |                           |           |
| Tân Lợi      | Huyện Hớn Quản      |                 |                |                           |           |
| Tân Phước    | Huyện Đồng Phú      |                 |                |                           |           |
| Tân Quan     | Huyện Hớn Quản      |                 |                |                           |           |
| Tân Thành    | Huyện Bù Đốp        |                 |                |                           |           |
| Tân Thành    | Thành phố Đồng Xoài | 57,28           |                |                           |           |
| Tân Tiến     | Huyện Bù Đốp        |                 |                |                           |           |
| Tân Tiến     | Huyện Đồng Phú      |                 |                |                           |           |
| Thanh An     | Huyện Hớn Quản      |                 |                |                           |           |
| Thanh Bình   | Huyện Hớn Quản      |                 |                |                           |           |
| Thanh Hòa    | Huyện Bù Đốp        |                 |                |                           |           |
| Thanh Lương  | Thị xã Bình Long    | 69,65           |                |                           |           |
| Thanh Phú    | Thị xã Bình Long    | 29,61           |                |                           |           |
| Thiện Hưng   | Huyện Bù Đốp        |                 |                |                           |           |
| Thọ Sơn      | Huyện Bù Đăng       |                 |                |                           |           |
| Thống Nhất   | Huyện Bù Đăng       |                 |                |                           |           |
| Thuận Lợi    | Huyện Đồng Phú      |                 |                |                           |           |
| Thuận Phú    | Huyện Đồng Phú      |                 |                |                           |           |
| Tiến Hưng    | Thành phố Đồng Xoài | 52              |                |                           |           |